# 碧蹄站
碧蹄站（：／ Byeokje yeok */?）是位于韩国京畿道高阳市德阳区的一个铁路车站，属于首尔郊外线。

## 历史
- 1961年7月10日 - 落成使用。

## 相鄰車站
韓國鐵道公社
首爾郊外線
三陵－碧蹄－日迎